# Reidar Ødegaard
Reidar Ødegård (ur. 24 listopada 1901 w Lillehammer, zm. 11 kwietnia 1972 tamże) – norweski biegacz narciarski, brązowy medalista olimpijski.

## Kariera
Igrzyska olimpijskie w Sankt Moritz w 1928 roku były pierwszymi i zarazem ostatnimi w jego karierze. Wywalczył tam brązowy medal w biegu na 18 km techniką klasyczną, ulegając jedynie dwóm swoim rodakom: zwycięzcy Johanowi Grøttumsbråtenowi oraz drugiemu na mecie Ole Hegge. Był to jego jedyny start w biegach na tych igrzyskach. Ponadto Ødegaard wspólnie z Ole Reistadem, Leifem Skagnæsem i Ole Stenenem zwyciężył w patrolu wojskowym. Na igrzyskach w Sankt Moritz była to jednak tylko dyscyplina pokazowa.

## Osiągnięcia

### Igrzyska olimpijskie
| Miejsce | Dzień     | Rok  | Miejscowość  | Konkurencja             | Wynik     | Strata    | Zwycięzca            |
| ------- | --------- | ---- | ------------ | ----------------------- | --------- | --------- | -------------------- |
| 3.      | 17 lutego | 1928 | Sankt Moritz | 18 km stylem klasycznym | 1:37:01 h | +3:10 min | Johan Grøttumsbråten |